# Costretta al silenzio
Costretta al silenzio (Serving in Silence: The Margarethe Cammermeyer Story) è un film televisivo statunitense del 1995 trasmesso dalla NBC con protagoniste Glenn Close e Judy Davis.

## Trama
Il film racconta la storia realmente accaduta di Grethe Cammermeyer, norvegese, madre di tre figli e integerrimo Colonnello della Guardia Nazionale di Washington. Dopo aver incontrato la pittrice Diana, in modo del tutto inatteso Grethe se ne innamora. Nel frattempo i suoi superiori le propongono un avanzamento di carriera ma di fronte alla commissione che la esamina per valutarne l’idoneità, in un imprudente eccesso d’onestà e fiducia nel suo paese ammette candidamente di avere una relazione affettiva stabile e soddisfacente con una donna. Scoppia il caso: le viene negata la promozione e le viene “chiesto” di dimettersi in modo che possa lasciare “onorevolmente” la carriera militare, ma Grethe non accetta compromessi e soprattutto non capisce cosa ci sia di tanto scandaloso e inadeguato nella sua vita privata. Inizia così la sua lunga battaglia contro le normative omofobiche che erano l’ossatura delle forze armate degli Stati Uniti.

## Produzione
Alcune delle location in cui è stato girato il film sono: Vancouver, la British Columbia e altre parti del Canada.

## Accoglienza

### Critica
L'aggregatore di recensioni Rotten Tomatoes dà al film il 70% di critiche positive da parte del pubblico con un voto medio di 3.7/5.
FilmTV.it ha dato una valutazione al film di 2 stelle su 5.

## Riconoscimenti
Artios Award (1995)
- Vinto, "Miglior Casting per film TV della settimana" - Valorie Massalas

Emmy Awards (1995)
- Vinto, "Scrittura eccezionale per una miniserie o uno speciale" - Alison Cross[5]
- Vinto, "Migliore attrice protagonista in una miniserie o un film" - Glenn Close[5]
- Vinto, "Miglior attrice non protagonista in una miniserie o una speciale" - Judy Davis[5]
- Candidatura, "Miglior direzione per una miniserie o uno speciale" - Jeff Bleckner
- Candidatura, "Miglior montaggio per una miniserie o uno speciale - Produzione di una singola telecamera" - Geoffrey Rowland
- Candidatura, "Miglior film per la televisione" - Barbra Streisand, Glenn Close, Craig Zadan, Neil Meron, Cis Corman, Richard Heus

GLAAD Media Awards (1996)
- Vinto, "Miglior film per la televisione"[6]

Golden Globe Awards (1996)
- Candidatura, "Miglior mini-serie o film per la televisione"
- Candidatura, "Miglior attrice in una mini-serie o film per la televisione" - Glenn Close
- Candidatura, "Miglior attrice non protagonista in una serie" - Judy Davis

Peabody Awards (1996)
- Vinto[7][8]

Screen Actors Guild Awards (1996)
- Candidatura, "Miglior attrice in un film televisivo o miniserie" - Glenn Close

Writers Guild of America Award (1996)
- Candidatura, "Miglior lungometraggio originale" - Alison Cross